# كيفن كوسي
كيفن كوسي (بالإنجليزية: Kevin Causey)‏ هو لاعب كرة قاعدة أمريكي، ولد في 13 أغسطس 1978 في ليتل روك في الولايات المتحدة.